# 食品科学科
食品科学科（しょくひんかがくか、英称：Department of Food Science / Division of Food Science）は、農業 (教科)分野の高等教育機関や水産大学校などで教育研究を行っている分野の大学学科のひとつ。
日本の学校等の他、大韓民国や台湾の学校にも設置されている。水産大学校他、これら食品科学科を卒業すると、食品衛生監視員の任用資格と食品衛生管理者の資格が得られる。

## 食品科学科を置く大学・学部
- 石川県立大学生物資源環境学部（前身の石川県農業短期大学から）
- 新潟薬科大学応用生命科学部
- 日本獣医生命科学大学 応用生命科学部

## 食品科学科と類似する学科名称

### 農学部系
- 京都大学農学部 食品生物科学科
- 東京海洋大学海洋科学部 食品生産科学科
- 弘前大学農学生命科学部 食料資源学科 食品科学コース/食料科学研究所 - 食品部門・水産部門
- 山形大学農学部 食料生命環境学科 食品・応用生命科学コース
- 茨城大学農学部 食生命科学科 (生命科学分野と食品分野)
- 山梨大学生命環境学部 地域食物科学科 食品製造学研究部門/食品栄養学研究部門
- 宮崎大学農学部 農学科 応用生命化学コース 食品化学領域
- 東京農業大学生物産業学部 食品香粧学科（旧食品科学科）
- 東洋大学食環境科学部 食環境科学科 フードサイエンス専攻 ならびに スポーツ・食品機能専攻
- 日本大学生物資源科学部 食品生命学科
- 麻布大学生命・環境科学部 食品生命科学科
- 中部大学応用生物学部 食品栄養科学科

### その他
- 静岡県立大学 食品栄養科学部 食品生命科学科
- 藤女子大学 ウェルビーイング学部 食環境マネジメント学科
- 日本女子大学 食科学部 食科学科
- 福井工業大学 環境情報学部 環境・食品科学科
- 京都先端科学大学 バイオ環境学部 応用生命科学科 食品科学分野
- 大阪市立大学 生活科学部 食品栄養科学科
- 広島工業大学 生命学部 食品生命科学科
- 広島工業大学 環境学部 食健康科学科
- 別府大学 食物栄養科学部 食物栄養学科/発酵食品学科
- 南九州大学 健康栄養学部 食品開発科学科

## コース制他の大学・学部
- 帯広畜産大学畜産学部 畜産科学課程 食品科学ユニット
- 北見工業大学工学部　地域未来デザイン工学科 バイオ食品工学コース
- 酪農学園大学 農食環境学群 食と健康学類（旧酪農学部食品科学科）
- 北里大学獣医学部 動物資源科学科 食品科学研究室
- 秋田県立大学生物資源科学部 応用生物科学科 食品醸造グループ
- 岩手大学農学部 食料農学科 食品健康科学コース
- 宮城大学（旧宮城県農業短期大学）食産業学群(旧食産業学部）フードマネジメント学類
- 岐阜大学 応用生物科学部 応用生命科学課程 食品生命科学コース
- 兵庫県立大学環境人間学部 食環境栄養課程
- 広島大学 生物生産学部 生物生産学科 食品科学コース
- 佐賀大学 農学部 生命機能科学科 食糧科学講座 食品栄養化学分野
- 東海大学 海洋学部 水産学科 食品科学専攻
- 鹿児島大学 水産学部 水産学科 水産食品科学分野
- 石巻専修大学 理工学部 食環境学科 (食品分析コース, 食品工学コース, 水環境コース)
- 東京工科大学 応用生物学部 応用生物学科 先端食品コース
- 東京家政学院大学 生活共創学部 生活共創学科 食科学コース
- 静岡理工科大学 理工学部 物質生命科学科 バイオ食品化学コース
- 大阪工業大学 工学部 生命工学科 生命科学系 食品科学
- 神戸女学院大学 生命環境学部 生命環境学科 生命科学領域（生物学の他に食品科学も）

## 食品科学科を置く日本の高等学校

### 東日本
- 北海道旭川農業高等学校
- 北海道岩見沢農業高等学校
- 北海道静内農業高等学校
- 北海道帯広農業高等学校
- 北海道大野農業高等学校
- 北海道美幌農業高等学校
- 青森県立五所川原農林高等学校
- 青森県立柏木農業高等学校
- 岩手県立盛岡農業高等学校
- 山形県立上山明新館高等学校
- 福島県立岩瀬農業高等学校
- 福島県立修明高等学校
- 福島県立相馬農業高等学校
- 福島県立福島明成高等学校
- 新潟県立海洋高等学校
- 新潟県立高田農業高等学校
- 新潟県立新発田農業高等学校
- 新潟県立長岡農業高等学校
- 栃木県立宇都宮白楊高等学校
- 栃木県立真岡北陵高等学校
- 栃木県立栃木農業高等学校
- 群馬県立大泉高等学校
- 群馬県立富岡実業高等学校
- 埼玉県立熊谷農業高等学校
- 千葉県立清水高等学校
- 東京都立園芸高等学校
- 東京都立農業高等学校
- 東京都立農芸高等学校
- 神奈川県立相原高等学校
- 神奈川県立平塚農業高等学校
- 山梨県立山梨園芸高等学校
- 山梨県立農林高等学校
- 長野県須坂園芸高等学校
- 静岡県立焼津水産高等学校
- 静岡県立静岡農業高等学校
- 静岡県立田方農業高等学校
- 静岡県立磐田農業高等学校

### 西日本
- 岐阜県立岐阜農林高等学校
- 岐阜県立恵那農業高等学校
- 岐阜県立大垣養老高等学校
- 愛知県立渥美農業高等学校
- 愛知県立安城農林高等学校
- 愛知県立半田農業高等学校
- 三重県立四日市農芸高等学校
- 三重県立上野農業高等学校
- 三重県立明野高等学校
- 福井県立坂井農業高等学校
- 滋賀県立長浜農業高等学校
- 京都府立須知高等学校
- 岡山県立久世高等学校
- 岡山県立高松農業高等学校
- 岡山県立真庭高等学校
- 岡山県立勝間田高等学校
- 島根県立益田産業高等学校
- 島根県立出雲農林高等学校
- 広島県立西条農業高等学校
- 山口県立田布施農工高等学校
- 福岡県立糸島農業高等学校
- 福岡県立福岡農業高等学校
- 佐賀県立伊万里農林高等学校
- 長崎県立松浦東高等学校
- 長崎県立島原農業高等学校
- 長崎県立北松農業高等学校
- 長崎県立諫早農業高等学校
- 熊本県立南稜高等学校
- 熊本県立八代農業高等学校
- 熊本県立苓明高等学校
- 宮崎県立都城農業高等学校
- 沖縄県立宮古総合実業高等学校
- 沖縄県立中部農林高等学校
- 沖縄県立北部農林高等学校
- 沖縄県立翔南高等学校

## 食品科学科を置く外国大学の一例
- 嘉南薬理科技大学（台湾）
- 元培科技大学（台湾）
- 台北海洋技術学院（台湾）
- 馬偕医護管理専科学校（台湾）
- 慶尚国立大学校（大韓民国）
- 慶南科学技術大学校（大韓民国）
- 忠州大学校（大韓民国）
- 鮮文大学校（大韓民国）